# Site naturel de la Cordillère du Chaltén
Le Site naturel de la Cordillère du Chaltén (espagnol : Sitio Natural Cordillera del Chaltén) est un site naturel faisant partie du Parc national Bernardo O'Higgins dans la Région de Magallanes et de l'Antarctique chilien, Chili. Il est situé entre la frontière délimitée par la 1994 arbitration award, et section B de l'accord de 1998 entre l'Argentine et le Chili. Elle a une superficie de 768 hectares.
Il est situé entre le mont Fitz Roy et la Torre couvrant la partie nord du bassin du glacier Torre.
Dans le site naturel, les montagnes Fitz Roy (3 406 mètres au-dessus du niveau de la mer), Pollone, Piergiorgio, ainsi que les aiguilles Standhardt, Desmochada, Silla, Bífida, Cuatro Dedos, CAT, Anna, Mujer, le col italien et une partie du glacier Fitz Roy Nord se distinguent dans la chaîne montagneuse de Chaltén.
La réserve naturelle a été créée par la résolution no 74 du 27 février 2014 de la Corporation nationale forestière qui a également créé le site naturel Glacier Pío XI dans le parc national.

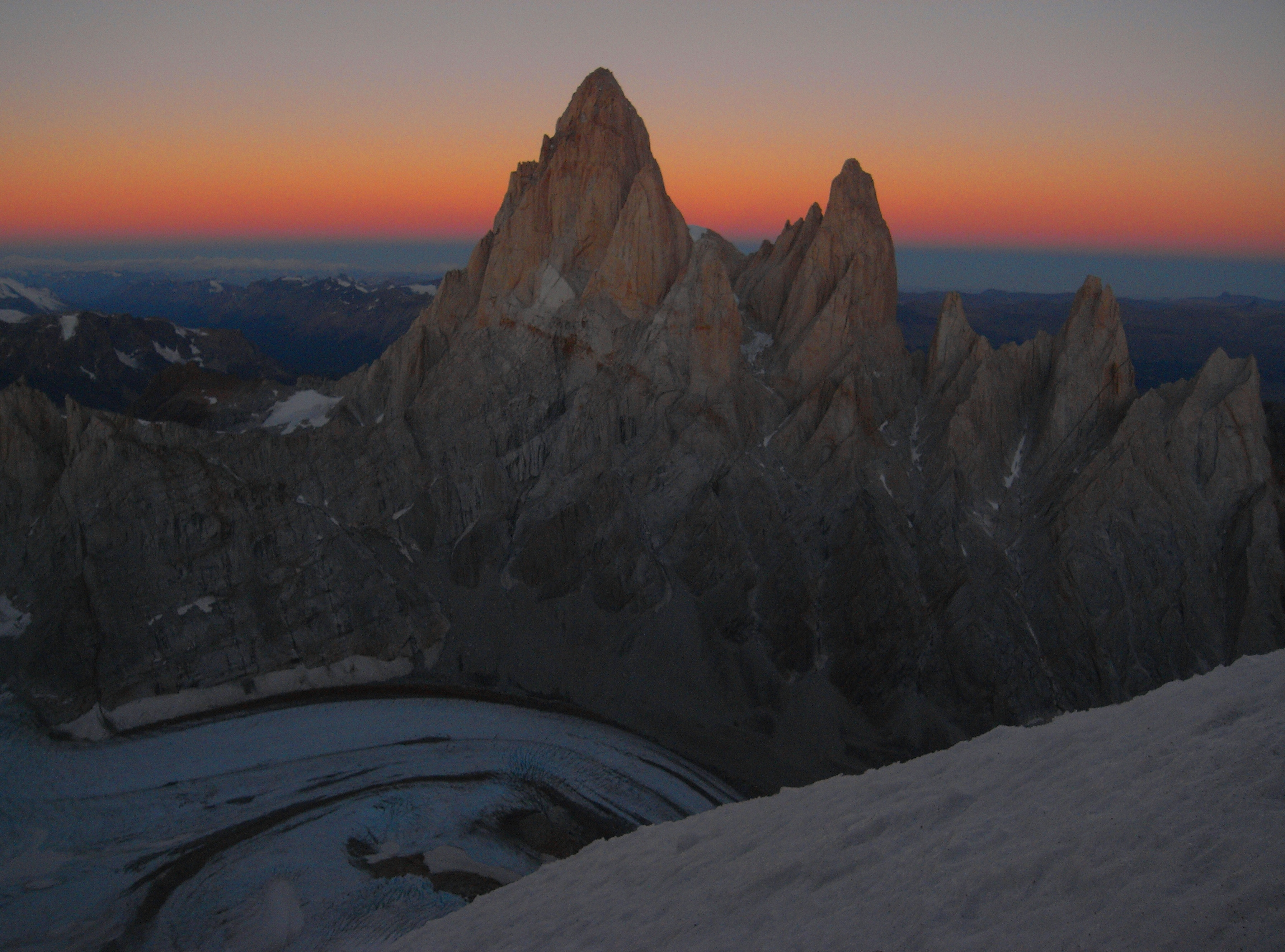
Coucher de soleil sur le site naturel de la Cordillère du Chaltén, Chili.